# Baeonectes ochotensis
Baeonectes ochotensis là một loài chân đều trong họ Munnopsidae. Loài này được Kussakin miêu tả khoa học năm 1979.